# Élections législatives de 1967 dans la Somme
Les élections législatives françaises de 1967 se déroulent les 5 et 12 mars. Dans le département de la Somme, 5 députés sont à élire dans 5 circonscriptions.

## Élus
| Circonscription                                 | Député sortant  | Parti | Parti   | Député élu ou réélu  | Parti | Parti       |
| ----------------------------------------------- | --------------- | ----- | ------- | -------------------- | ----- | ----------- |
| 1re                                             | René Lamps      |       | PCF     | René Lamps           |       | PCF         |
| 2e                                              | Léon Heitz*     |       | UNR-UDT | Jean-Louis Massoubre |       | UD-Ve       |
| 3e                                              | Michel Couillet |       | PCF     | Michel Couillet      |       | PCF         |
| 4e                                              | Max Lejeune     |       | SFIO    | Max Lejeune          |       | FGDS (SFIO) |
| 5e                                              | Émile Luciani   |       | UNR-UDT | Émile Luciani        |       | UD-Ve       |
| * député sortant ne se représentant pas en 1967 |                 |       |         |                      |       |             |

## Résultats

### Résultats à l'échelle du département
| Parti          | Parti                                           | Premier tour | Premier tour | Second tour | Second tour | Sièges |
| Parti          | Parti                                           | Voix         | %            | Voix        | %           | Sièges |
| -------------- | ----------------------------------------------- | ------------ | ------------ | ----------- | ----------- | ------ |
|                | Union des démocrates pour la Ve République      | 80 147       | 31,73        | 95 758      | 38,58       | 2      |
|                | Républicains indépendants                       | 19 128       | 7,57         | 22 867      | 9,21        | 0      |
|                | Union des républicains de progrès               | 99 275       | 39,31        | 118 625     | 47,80       | 2      |
|                |                                                 |              |              |             |             |        |
|                | Section française de l'Internationale ouvrière  | 30 215       | 11,96        | 30 059      | 12,11       | 1      |
|                | Parti radical                                   | 15 096       | 5,98         | Retrait     | Retrait     | 0      |
|                | Convention des institutions républicaines       | 7 545        | 2,99         | Retrait     | Retrait     | 0      |
|                | Fédération de la gauche démocrate et socialiste | 52 856       | 20,93        | 30 059      | 12,11       | 1      |
|                |                                                 |              |              |             |             |        |
|                | Parti communiste français                       | 80 958       | 32,05        | 99 506      | 40,09       | 2      |
|                | Progrès et démocratie moderne                   | 13 842       | 5,48         |             |             | 0      |
|                | Parti socialiste unifié                         | 5 063        | 2,00         | 0           |             |        |
|                | Socialistes indépendants                        | 578          | 0,23         | 0           |             |        |
|                |                                                 |              |              |             |             |        |
| Inscrits       | Inscrits                                        | 297 743      | 100,00       | 297 687     | 100,00      | 5      |
| Abstentions    | Abstentions                                     | 38 335       | 12,88        | 39 558      | 13,29       |        |
| Votants        | Votants                                         | 259 408      | 87,12        | 258 129     | 86,71       |        |
| Blancs et nuls | Blancs et nuls                                  | 6 836        | 2,64         | 9 939       | 3,85        |        |
| Exprimés       | Exprimés                                        | 252 572      | 97,36        | 248 190     | 96,15       |        |

### Résultats par circonscription

#### Première circonscription (Amiens)
| Candidat           | Candidat                 | Parti          | Premier tour | Premier tour | Second tour | Second tour |  |
| Candidat           | Candidat                 | Parti          | Voix         | %            | Voix        | %           |  |
| ------------------ | ------------------------ | -------------- | ------------ | ------------ | ----------- | ----------- |  |
|                    | René Lamps sortant réélu | PCF            | 24 790       | 39,87        | 32 461      | 52,52       |  |
|                    | Fred Moore               | UD-Ve          | 24 386       | 39,22        | 29 347      | 47,48       |  |
|                    | Georges Brutelle         | FGDS (SFIO)    | 7 742        | 12,45        | Retrait     | Retrait     |  |
|                    | Bernard Hugo             | CD (PDM)       | 5 261        | 8,46         |             |             |  |
|                    |                          |                |              |              |             |             |  |
| Inscrits           | Inscrits                 | Inscrits       | 74 146       | 100,00       | 74 144      | 100,00      |  |
| Abstentions        | Abstentions              | Abstentions    | 10 369       | 13,98        | 10 217      | 13,78       |  |
| Votants            | Votants                  | Votants        | 63 777       | 86,02        | 63 927      | 86,22       |  |
| Blancs et nuls     | Blancs et nuls           | Blancs et nuls | 1 598        | 2,51         | 2 119       | 3,31        |  |
| Exprimés           | Exprimés                 | Exprimés       | 62 179       | 97,49        | 61 808      | 96,69       |  |
| Source : Data.gouv |                          |                |              |              |             |             |  |

#### Deuxième circonscription (Montdidier)
| Candidat           | Candidat                 | Parti          | Premier tour | Premier tour | Second tour | Second tour |  |
| Candidat           | Candidat                 | Parti          | Voix         | %            | Voix        | %           |  |
| ------------------ | ------------------------ | -------------- | ------------ | ------------ | ----------- | ----------- |  |
|                    | Jean-Louis Massoubre élu | UD-Ve          | 18 329       | 41,18        | 23 715      | 54,45       |  |
|                    | Georges Pellerin         | PCF            | 11 786       | 26,48        | 19 835      | 45,55       |  |
|                    | Jean Millet              | FGDS (CIR)     | 7 545        | 16,95        | Retrait     | Retrait     |  |
|                    | Marcel Comyn             | CD (PDM)       | 4 595        | 10,32        |             |             |  |
|                    | François Étienne         | PSU            | 1 672        | 3,76         |             |             |  |
|                    | Alain Monange            | Soc.ind.       | 578          | 1,30         |             |             |  |
|                    |                          |                |              |              |             |             |  |
| Inscrits           | Inscrits                 | Inscrits       | 53 126       | 100,00       | 53 125      | 100,00      |  |
| Abstentions        | Abstentions              | Abstentions    | 7 283        | 13,71        | 7 078       | 13,32       |  |
| Votants            | Votants                  | Votants        | 45 843       | 86,29        | 46 047      | 86,68       |  |
| Blancs et nuls     | Blancs et nuls           | Blancs et nuls | 1 338        | 2,92         | 2 497       | 5,42        |  |
| Exprimés           | Exprimés                 | Exprimés       | 44 505       | 97,08        | 43 550      | 94,58       |  |
| Source : Data.gouv |                          |                |              |              |             |             |  |

#### Troisième circonscription (Ault - Poix-de-Picardie)
| Candidat           | Candidat                      | Parti          | Premier tour | Premier tour | Second tour | Second tour |  |
| Candidat           | Candidat                      | Parti          | Voix         | %            | Voix        | %           |  |
| ------------------ | ----------------------------- | -------------- | ------------ | ------------ | ----------- | ----------- |  |
|                    | Michel Couillet sortant réélu | PCF            | 20 246       | 41,56        | 26 214      | 53,41       |  |
|                    | Charles Bignon                | RI             | 19 128       | 39,26        | 22 867      | 46,59       |  |
|                    | Richard Mazaudet              | FGDS (Radical) | 9 344        | 19,18        | Retrait     | Retrait     |  |
|                    |                               |                |              |              |             |             |  |
| Inscrits           | Inscrits                      | Inscrits       | 56 737       | 100,00       | 56 723      | 100,00      |  |
| Abstentions        | Abstentions                   | Abstentions    | 6 601        | 11,63        | 5 985       | 10,55       |  |
| Votants            | Votants                       | Votants        | 50 136       | 88,37        | 50 738      | 89,45       |  |
| Blancs et nuls     | Blancs et nuls                | Blancs et nuls | 1 418        | 2,83         | 1 657       | 3,27        |  |
| Exprimés           | Exprimés                      | Exprimés       | 48 718       | 97,17        | 49 081      | 96,73       |  |
| Source : Data.gouv |                               |                |              |              |             |             |  |

#### Quatrième circonscription (Abbeville)
| Candidat           | Candidat                  | Parti          | Premier tour | Premier tour | Second tour | Second tour |  |
| Candidat           | Candidat                  | Parti          | Voix         | %            | Voix        | %           |  |
| ------------------ | ------------------------- | -------------- | ------------ | ------------ | ----------- | ----------- |  |
|                    | Max Lejeune sortant réélu | FGDS (SFIO)    | 22 473       | 48,22        | 30 059      | 67,37       |  |
|                    | André Pascal              | UD-Ve          | 13 801       | 29,62        | 14 557      | 32,63       |  |
|                    | Paul Hédé                 | PCF            | 10 327       | 22,16        | Retrait     | Retrait     |  |
|                    |                           |                |              |              |             |             |  |
| Inscrits           | Inscrits                  | Inscrits       | 54 495       | 100,00       | 54 480      | 100,00      |  |
| Abstentions        | Abstentions               | Abstentions    | 6 686        | 12,27        | 8 286       | 15,21       |  |
| Votants            | Votants                   | Votants        | 47 809       | 87,73        | 46 194      | 84,79       |  |
| Blancs et nuls     | Blancs et nuls            | Blancs et nuls | 1 208        | 2,53         | 1 578       | 3,42        |  |
| Exprimés           | Exprimés                  | Exprimés       | 46 601       | 97,47        | 44 616      | 96,58       |  |
| Source : Data.gouv |                           |                |              |              |             |             |  |

#### Cinquième circonscription (Péronne)
| Candidat           | Candidat                        | Parti          | Premier tour | Premier tour | Second tour | Second tour |  |
| Candidat           | Candidat                        | Parti          | Voix         | %            | Voix        | %           |  |
| ------------------ | ------------------------------- | -------------- | ------------ | ------------ | ----------- | ----------- |  |
|                    | Émile Luciani sortant réélu     | UD-Ve          | 23 631       | 46,73        | 28 139      | 57,27       |  |
|                    | Alfred Leclercq                 | PCF            | 13 809       | 27,31        | 20 996      | 42,73       |  |
|                    | Paul Lejeune                    | FGDS (Radical) | 5 752        | 11,37        | Retrait     | Retrait     |  |
|                    | Philippe Lefebvre d'Hellencourt | CD (PDM)       | 3 986        | 7,88         |             |             |  |
|                    | Jean-Pierre Martein             | PSU            | 3 391        | 6,71         |             |             |  |
|                    |                                 |                |              |              |             |             |  |
| Inscrits           | Inscrits                        | Inscrits       | 59 239       | 100,00       | 59 215      | 100,00      |  |
| Abstentions        | Abstentions                     | Abstentions    | 7 396        | 12,49        | 7 992       | 13,5        |  |
| Votants            | Votants                         | Votants        | 51 843       | 87,51        | 51 223      | 86,5        |  |
| Blancs et nuls     | Blancs et nuls                  | Blancs et nuls | 1 274        | 2,46         | 2 088       | 4,08        |  |
| Exprimés           | Exprimés                        | Exprimés       | 50 569       | 97,54        | 49 135      | 95,92       |  |
| Source : Data.gouv |                                 |                |              |              |             |             |  |